# Мадраса (посёлок)
Мадраса (азерб. Mədrəsə) — посёлок в Шемахинском районе Азербайджана. Расположен к западу от Шемахы, в 64 км от железнодорожной станции Кюрдамир (на линии Аджикабул — Евлах).
В 1968 году получил статус посёлка городского типа. В настоящий момент является посёлком в составе административно-территориального округа посёлка Мадраса и Мадрасинского муниципалитета.
По данным БСЭ в Мадрасе функционировали винный и асфальтовый заводы, имелось производство железобетонных изделий.

## Этимология
Слово «медресе», от которого происходит название села имеет арабское происхождение и означает учебное заведение, школу.

## История
По данным на 1870 год, село относилось к селам Шемахинского уезда, населённым исключительно армянами.
Армяне издавна населяли село. Из-за татского соседства вторым языком армян со временем стал татский. В то же время армяне Мадрасы сохраняли армяно-григорианскую веру и сознание своей этнической принадлежности. Дальнейшие армянские миграции поспособствовали арменизации татоязычных армян Мадрасы, где в 1920-х годах основным языком являлся армянский язык.
В Мадрасе было развито виноградарство и виноделие. Издание «Кавказский край: Природа и люди» (1895 г.) отмечало что в Шемахинском уезде широкой известностью пользовалось «красное матрасинское вино, так названное по армянскому селению Матрасы – центра виноделия Шемахинского уезда».

## Население
В ходе Карабахского конфликта в этом селе были поселены азербайджанцы
, а также в селе Мадраса проживают турки-месхетинцы.
| 1970 | 1979 | 1989 | 2011 |
| ---- | ---- | ---- | ---- |
| 1816 | 1511 | 285  | 2200 |